# Лариньо Ньето, Давид
Давид Лариньо Ньето (исп. David Lariño Nieto; род. 22 мая 1989, А-Корунья) — испанский шахматист, гроссмейстер (2013).
В 1999 году стал чемпионом Испании среди шахматистов до 10 лет, в 2000 и 2001 годах — чемпионом Испании среди шахматистов до 12 лет, в 2003 году — чемпионом Испании среди шахматистов до 14 лет, в 2004 и 2005 годах — чемпионом Испании среди шахматистов до 16 лет.
В 2006 году он завоевал звание вице-чемпиона страны по быстрым шахматам и разделил первое место (вместе с Илмарсом Старостицем) в Гренаде.
В 2008 году завоевал титул чемпиона Испании в Сеуте.
Участник 10-го чемпионата Европы (2009) в г. Будве (210-е место, 306 участников).

## Изменения рейтинга
| Графики недоступны из-за технических проблем. См. информацию на Фабрикаторе и на mediawiki.org. |